# شرودینگر ۱۳۰۹۲
سیارک ۱۳۰۹۲ (به انگلیسی: 13092 Schrodinger، نامگذاری:1992SS16) سیزده هزار و نود و دومین سیارک کشف شده‌است که در ۲۴ سپتامبر ۱۹۹۲ کشف شد.
قدر مطلق سیارک برابر ۱۵٫۰۰ است.